# Subliminal (Psychologie)
Subliminal (lat. sub: "unter" und limen: „Schwelle“, deutsch: unterschwellig; Ggt.: supraliminal, deutsch: überschwellig) ist ein Begriff aus der Psychologie. Er bezeichnet die unterschwellige Darbietung bzw. Wahrnehmung von Reizen. „Unterschwellig“ bedeutet, dass die Schwelle des Bewusstseins nicht überschritten wird, dass also Menschen die ihnen dargebotenen subliminalen Reize nicht bemerken oder sie zumindest nicht diskriminieren können; sie sind dem Bewusstsein nicht zugänglich.

## Ursachen für Unterschwelligkeit von Reizen
Reize können aus verschiedensten Gründen an der Schwelle bewusster Wahrnehmung scheitern, etwa wenn ihre Darbietung zu kurz ist oder das Signal-Rausch-Verhältnis oder der Darbietungszeitpunkt ungünstig sind, etwa während Sakkaden (sakkadische Suppression). Zudem kann die Wahrnehmbarkeit durch die zeitliche oder räumliche Nähe weiterer ablenkender Reize beeinträchtigt sein (Aufmerksamkeit, s. a. attentional blink).
Eine andere Art der Unterschwelligkeit ist die Stereotypie gewisser Reize. Wir sind so sehr an diese Darstellungen gewöhnt, dass wir sie nicht mehr bewusst wahrnehmen. In der Werbung wird von Frauen häufiger der ganze Körper gezeigt, von Männern häufiger nur der Kopf. „Männer handeln, Frauen schauen zu.“ Frauen werden häufiger in abhängigen Rollen dargestellt als Männer. Versicherer werben oft mit dem Versprechen, Sicherheit vor dem versicherten Risiko zu bieten – obwohl keine Unfallversicherung Unfälle verhindern kann.
In der Humanforschung werden subliminale Reize typischerweise durch eine sehr kurze (z. B. tachistoskopische) Darbietungszeit realisiert. Meist werden hierzu visuelle Reize (Bilder) nur für wenige Millisekunden dargeboten und anschließend von einem zweiten Störreiz überlagert, z. B. einer Maske aus zufälligen Punkten.
Dieser Ablenkungseffekt zeigt sich z. B. bei Neglect-Patienten, die einen normalerweise deutlich wahrnehmbaren Reiz nicht mehr bewusst erkennen, wenn gleichzeitig ein zweiter Reiz in der anderen Gesichtshälfte dargeboten wird. Noch dramatischer sind in diesem Zusammenhang Berichte von Rindenblindheit nach einer Schädigung des primären visuellen Cortex. Dennoch hinterlassen auch subliminale Reize nachweisliche Spuren im Gedächtnis (vgl. Priming) oder bewirken Verhaltenstendenzen, die nicht unbedingt im Einklang mit der bewussten Einstellung stehen müssen (unbewusste Informationsverarbeitung).

## Experiment von Murphy und Zajonc
Im Experiment von Murphy und Zajonc (1993) wurde den Probanden ein chinesisches Schriftzeichen gezeigt, das sie auf einer Skala von 1 („gefiel mir gar nicht“) bis 5 („gefiel mir sehr gut“) bewerten sollten. Vor dem Schriftzeichen sahen sie für 10 Millisekunden, also subliminal, entweder ein freundliches Gesicht, einen neutralen Gegenstand oder ein wütendes Gesicht. Dieser Vorreiz hatte signifikanten Einfluss auf die Bewertung des Schriftzeichens.

## Subliminale Botschaften in der Werbung
In den USA gab es Ende der 1950er Jahre eine Welle der Empörung, als eine Werbefirma vorgab, Kinobesucher mittels im Kinofilm versteckter Einzelbilder zu beeinflussen und die Befürchtung aufkam, dies würde schon in breiter Praxis umgesetzt. Gleichzeitig wurde eine Kampagne von James Vicary als „wissenschaftliche Studie“ dargestellt, die unter dem Namen Iss-Popcorn/trink-Cola-Studie bekannt wurde. Diese „Studie“ entpuppte sich als Fälschung. Sie wurde niemals durchgeführt, war vom Forschungsdesign her unwissenschaftlich und die Ergebnisse waren erfunden.
2007 rückten subliminale Botschaften wieder ins Licht der Öffentlichkeit, als der kanadische Fernsehsender CBC bei Glücksspielautomaten des Herstellers Konami zufällig entdeckte, dass dort Gewinnsymbolkombinationen kurz aufblinken. Die Wirksamkeit subliminaler Bilder und Botschaften auf Süchtige wird im Gegensatz zur unterschwelligen Werbung von Experten als kritisch eingeschätzt, da die Zielpersonen viel leichter beeinflussbar sind als die Durchschnittsbevölkerung.
Die Mehrheit der Menschen lehnt unterschwellige Werbebotschaften ab.

## Subliminale Botschaften in der Politik
Während des Präsidentschaftswahlkampfs zwischen George W. Bush und Al Gore ließ Bush im September 2000 einen Fernsehspot senden, in dem bei dem Satz „Gores Finanzierungsplan: Die Bürokratie entscheidet“ für ca. eine dreißigstel Sekunde das Wort „RATS“ (Ratten) aufblitzte. Allerdings bewegt sich das Wort auf den Schriftzug „BUREAUCRATS“ zu, dem es ein Suffix bildet. Da zuvor auch „BUR“ (Klette) für eine dreißigstel Sekunde aufblitzt, handelt es sich mit großer Wahrscheinlichkeit um eine absichtlich erzeugte Animation, die speziell auf das Wort BUREAUCRATS zugeschnitten war.

## Subliminale Botschaften zur Selbsthilfe
Auch auf dem milliardenschweren Selbsthilfe-Markt werden Tonträger mit subliminalen Botschaften angeboten. Allein in den USA betrug der Umsatz mit entsprechenden CDs 1990 etwa 50 Millionen Dollar. Ihre Unwirksamkeit bei der Gewichtsreduktion, der Rauchentwöhnung, der Steigerung des Selbstwertgefühls und der Verbesserung des Gedächtnisses wurde mehrfach gezeigt.

## Rezeption in der Populärkultur
In der Folge Ein gründlich motivierter Tod der Fernsehreihe Columbo aus dem Jahre 1973 tritt als Täter der Verhaltenspsychologe Dr. Bart Kepple auf, der mehrere Bücher über Marketing veröffentlicht hat, mit Werbefirmen zusammenarbeitet und Experte für unterschwellige Werbung ist. Seinem ersten Opfer Victor Norris serviert er vor der Vorführung eines neuen Motivationsfilms mit Wüstenthema sehr salzigen Kaviar (den Columbo später auch isst) und stellt die Temperatur im Kinosaal hoch ein. Mit eingearbeiteten Bildern von eisgekühlten Erfrischungsgetränken sorgt Kepple dafür, dass Norris den Kinosaal zum Wassertrinken verlässt. Dort wird Norris erschossen, während eine Tonbandaufnahme mit dem Filmkommentar Kepples dessen Anwesenheit hinter dem Bühnenvorhang simuliert. Columbo lässt sich die Technik erklären und dann Bilder von sich anfertigen, wie er im Büro Kepples – dem einzig möglichen Versteck – etwas sucht. Diese werden in einen am nächsten Tag gezeigten Kundenfilm eingebaut. Während der Vorführung stürzt Kepple aus dem Saal. Er will in sein Büro, wo er den Adapter versteckte, welcher die vorhandene Pistole für ein kleineres Kaliber nutzbar macht und die Pulverspuren trägt. In seinem Büro wird er von Columbo überrascht.
Auch im US-amerikanischen Film des Regisseurs David Fincher, Fight Club, ist eine der beiden Hauptfiguren für den Bruchteil einer Sekunde zu sehen, bevor diese im Film eine tragende Rolle einnimmt. Zudem wird in der Schlusseinstellung kurzzeitig das Bild eines männlichen Geschlechtsteils eingeblendet.